# Jochen Kohler
Jochen Kohler  (* 18. Januar 1975 in Nürnberg) ist ein deutscher Politiker (CSU). Er ist seit November 2018 Mitglied des Bayerischen Landtags.

## Leben
Kohler schloss seine Schullaufbahn mit dem Abitur ab. Nach seinem Wehrdienst in Landsberg am Lech und Mengen (1994/95) studierte er ab 1995 Bauingenieurwesen an der Georg-Simon-Ohm Fachhochschule Nürnberg. Außerdem absolvierte er von 2002 bis 2002 ein Aufbaustudium an der Universität Kassel, wo er das Staatsexamen als Dipl.-Bauingenieur ablegte.
2002 begann er seine Berufslaufbahn als Baureferendar bei der Stadt Nürnberg. Seit 2004 ist Kohler als Bauingenieur bei der Stadt Nürnberg tätig. Dort war er zunächst Mitglied im „Projektteam Frankenschnellweg“ (2004–2006), anschließend beim U-Bahnbauamt. Seit 2016 ist er Leiter des U-Bahn-Neubaus der Stadt Nürnberg.
Kohler ist verheiratet, Vater einer Tochter und wohnt in Oberasbach. Er ist seit 1996 Mitglied des 1. FC Nürnberg, 2011 kandidierte er für den Aufsichtsrat des „Clubs“. Er ist evangelischer Konfession.

## Politik
Kohler engagiert sich seit 1998 mit seinem Eintritt in die Junge Union und in die CSU parteipolitisch. Ab 2003 war er als Ortsgeschäftsführer im CSU-Ortsverband St. Leonhard-Schweinau-Großreuth aktiv. Seit 2015 ist Kohler Vorsitzender des CSU-Kreisverbandes Nürnberg-West.
Im Juli 2017 wurde Kohler, als Nachfolger von Markus Söder, für die Landtagswahl in Bayern 2018 erstmals als Direktkandidat für den Stimmkreis Nürnberg-West (Stimmkreis 504) aufgestellt.
Im Mai 2018 gab Kohler seine Erkrankung an der Nervenkrankheit Multiple Sklerose (MS) bekannt und zog sich für einige Monate von seinen politischen Verpflichtungen und aus dem Wahlkampf zurück. Im Oktober 2018 trat Kohler, nach erfolgter Reha, zur Landtagswahl in Bayern an und gewann mit einem Stimmanteil von 33,2 % das Direktmandat im Stimmkreis Nürnberg-West. Bei der Landtagswahl 2023 zog er erneut in den Landtag ein. Dort ist Kohler Mitglied des Ausschusses für Arbeit und Soziales, Jugend und Familie und Mitglied des Ausschusses für Wohnen, Bau und Verkehr.
Zu seinen politischen Schwerpunkten gehören Verkehr, Infrastruktur und der ÖPNV. Kohler ist außerdem Sprecher der Bürgerinitiative „PRO-Frankenröhre“.